# Vegas del Genil
Vegas del Genil är en kommun i Spanien. Den ligger i provinsen Provincia de Granada och regionen Andalusien, i den södra delen av landet, 400 km söder om huvudstaden Madrid. Antalet invånare är 9 701. Arean är 14,2 kvadratkilometer. Vegas del Genil gränsar till Santa Fe, Granada, Churriana de la Vega, Cúllar Vega och Las Gabias.
Terrängen i Vegas del Genil är platt.